# Jacob Ruppert
Jacob Ruppert, Jr. (Nueva York, Estados Unidos; 5 de agosto de 1867-Ib.; 13 de enero de 1939) fue un empresario cervecero, coronel de la Guardia Nacional y político estadounidense. Fue propietario de los New York Yankees de las Grandes Ligas de Béisbol desde 1915 hasta su fallecimiento en 1939.